# Tout le monde m'appelle Mike
Pour plus de détails, voir Fiche technique et Distribution.
Tout le monde m'appelle Mike est un film à suspense français réalisé par Guillaume Bonnier, sorti en 2023.

## Fiche technique
Sauf indication contraire, les informations mentionnées dans cette section peuvent être confirmées par les bases de données cinématographiques IMDb et Allociné,  présentes dans la section « Liens externes ».
- Titre original : Tout le monde m'appelle Mike
- Réalisation : Guillaume Bonnier
- Scénario : Guillaume Bonnier
- Musique : Olivier Deparis
- Décors :
- Costumes : Patricia Puisy
- Photographie : David Grinberg
- Montage : Grégoire Pontécaille
- Son : Franck Cartaut
- Production : Cédric Walter
  - Producteur associé : Olivier Marboeuf
  - Coproducteur : Philippe Grivel, Michel Klein et Matthieu Deniau
- Sociétés de production : Studio Orlando, Spectre Productions, Indie Prod et The Dark
- Sociétés de distribution : À Vif Cinéma
- Pays de production :  France
- Langue originale : français, arabe et somali
- Format : couleur — 2,35:1
- Genre : Thriller
- Durée :
- Dates de sortie :
  - France : 5 juillet 2023

## Distribution
Sauf indication contraire ou complémentaire, les informations mentionnées dans cette section proviennent du générique de fin de l'œuvre audiovisuelle présentée ici.
- Abdirisak Mohamed
- Daphné Patakia
- Pierre Lottin